# ВЧ-связь
ВЧ-связь — историческая разновидность правительственной и военной связи в СССР и России. Принцип работы заключается в переносе разговорного частотного спектра в область более высоких частот.

## История
В 1920-х — 1930-х годах считалось, что голосовое общение обеспечивает оперативность и даёт эффект присутствия, а перенос разговора в область высоких частот гарантирует секретность переговоров. В связи с этим ВЧ-связь была выбрана как основная для целей управления государства.
Первая советская аппаратура ВЧ-связи по медным проводам изготовлена в 1925 году на Ленинградской научно-испытательной станции. Установлена она была на линии Ленинград-Бологое в 1926 году.
Закрытая система телефонной связи, использующая высокие частоты (ВЧ), была организована в 1930-е годы как оперативная связь органов ОГПУ. 1 июня 1931 года, когда в составе оперативного отдела ОГПУ было создано 5-е отделение, обеспечивавшее обслуживание ВЧ-связью высокопоставленных абонентов, принято считать датой образования междугородной правительственной высокочастотной связи. Роль Л.П. Берии в разработке этого вида связи огромная.
Впоследствии ей стали пользоваться также высшие гражданские и военные чины. Во время Великой Отечественной войны ВЧ-связь служила для соединения с командованием фронтов и армий. Аппараты ВЧ были установлены в высших партийных и правительственных учреждениях Москвы, республиканских, краевых и областных центров СССР, а также в советских посольствах в социалистических странах.
С 1970-х годов началась замена ВЧ-связи новыми, более совершенным методами засекречивания переговоров (аналоговое шифрование «на лету»). Такая аппаратура получила обозначение ЗАС: засекречивающая аппаратура связи. При этом передача засекреченной информации могла происходить как на частотах ВЧ-связи, так и на звуковых частотах.
Спектр речи резался на 40 полос, каждая полоса попадала в свою индивидуальную линию задержки, потом всё смешивалось, и отправлялось на передатчик. На приёмнике — то же самое с другими линиями задержки, такими, что t1+t2 = const, где t1 — задержка некой полосы у передатчика, и t2 — у приёмника. Ключом шифра был массив из 40-ка задержек t1 и соответствующих им t2. Всё это делалось на основе магнитного барабана, а механический ключ выставлял положения головок. Поэтому зачастую такую связь называли вертушкой. В настоящее время такое шифрование вскрывается компьютером за единицы секунд.
Основными представителями ЗАС являются системы связи «Кавказ» и «Алтай».
Телефонный аппарат ВЧ-связи (позже — ЗАС) с дисковым номеронабирателем был важным статусным символом для советской номенклатуры.